# Сестра Анджелика
„Сестра Аджелика“ е едноактна опера на Джакомо Пучини, втора част на неговия оперен цикъл „Триптих“. Либретото е на Джовакино Форцано, сюжетът няма литературна основа. Отличителната особеност на музикалното съдържание е наличието единствено на женски партии. Премиерата е на 14 декември в Метрополитън Опера, Ню Йорк, заедно с другите две едноактни опери, „Мантията“ и „Джани Скики“. Според съвременниците операта е най-слабото произведение на цикъла, самият композитор я оценява като най-добрата.

## История
Втората опера на „Триптих“ е замислена от Пучини като контрапункт на мрачната и жестоката тема на първата му част, операта „Мантия“. Композиторът дълго търси подходящ сюжет, докато през зимата на 1916/1917 г. Джовакино Форцано (Giovacchino Forzano) не му предлага като основа за либретото своя оригинален текст, написан за театрална пиеса. Темата е трагичната драма на една монахиня, Пучини веднага я харесва и приема предложението въпреки близката прилика с операта на Умберто Джордано (Umberto Giordano) „Mese mariano“ от 1910 г.
Композирането на „Сестра Анджелика“ започва през март на 1917 г. във Виареджо. Пучини работи над нея много бързо, музиката е написана към края на август, през септември завършва оркестрацията. Композиторът познава атмосферата на женския манастир. Неговата сестра Иджиния е игуменка на манастир във Викопелаго (Vicopelago) и Пучини има позволението да я посещава. Помощ за латинския език търси от дългогодишния си приятел, отец Пиетро Паничели (Pietro Panichelli), който му предоставя текст за финалната сцена.
Премиерата на операта е на 14 декември 1918 г. в Метрополитън Опера, в Ню Йорк заедно с другите две опери от цикъла „Триптих“. Но преди тази постановка Пучини запознава със своята опера група монахини и сестра си Иджиния, която, наследила семейните музикални способности, ръководи манастирската капела. Изборът на тази първа публика, вероятно е продиктуван от желанието да види реакцията на хора, добре познаващи средата, в която се развива сюжетът. Сантименталната история трогва монахините до сълзи. Светската публика на премиерата в Метрополитън Опера обаче не харесва операта, намира я скучна и лишена от нови музикални идеи. Композиторът получава упреци и за липсата на мъжки партии в операта.
Европейската премиера е на 11 януари 1919 г. в Театро Констанци (Teatro Costanzi), в Рим, заедно с другите две опери от цикъла „Триптих“. Диригентът е Джино Маринуци (Gino Marinuzzi), в ролята на Анджелика е Джилда Дала Рица (Gilda Dalla Rizza). Специално за нея Пучини добавя арията Senza mamma, станала впоследствие най-известната от тази опера. „Сестра Анджелика“ няма голям успех и на тази премиера.

### Действащи лица
| Роля                               | Глас                | Премиера, 14 December 1918 (Диригент: Роберто Моранцони (Roberto Moranzoni) |
| ---------------------------------- | ------------------- | --------------------------------------------------------------------------- |
| Сестра Анджелика                   | сопран              | Жералдин Фарар (Geraldine Farrar)                                           |
| Принцесата, нейна леля             | контраалт           | Флора Перини (Flora Perini)                                                 |
| Игуменката                         | мецосопран          | Рита Форния (Rita Fornia)                                                   |
| Сестра наставница                  | мецосопран          | Мари Сунделиус (Marie Sundelius)                                            |
| Учителката на послушниците         | контраалт           | Сесилия Арден (Cecilia Arden)                                               |
| Сестра Дженовиефа                  | сопран              | Мери Елис (Mary Ellis)                                                      |
| Сестра Осмина                      | сопран              | Маргарита Белери (Marguerite Belleri)                                       |
| Сестра Долчина                     | сопран              | Мари Матфелд (Marie Mattfeld)                                               |
| Сестра милосърдна                  | мецосопран          | Леонора Спаркес (Leonora Sparkes)                                           |
| Сестри просякини                   | сопрани             | Кити Бил (Kitty Beale) и Мини Егенер (Minnie Egener)                        |
| Послушница                         | сопран              | Филис Уайт (Phillis White)                                                  |
| Сестри миряни                      | сопран и мецосопран | Мари Тифани (Marie Tiffany) и Вени Уорик (Veni Warwick)                     |
| Зад сцената: хор жени, деца и мъже |                     |                                                                             |

### Сюжет
Молитвата (La preghiera). Слънцето залязва и осветява двора на манастира. Чува се пеенето на монахините в църквата. През двора бързат две монахини, закъснели за молитвата. Сестра Анджелика също е закъсняла, тя прекланя колене пред входа в църквата. След вечерната молитва сестрите по двойки напускат църквата. Игуменката благославя минаващите покрай нея монахини.
Наказанията (Le punizione). Появява се сестра наставница. Тя определя наказанията на няколко монахини и послушници за нарушаване на манастирските правила.
Отдих (La ricreazione). Сестрите се събират в градината. Сестра Анджелика се грижи за цветята и билките, другите водят беседа и споделят за своите желания. Сестра Анджелика твърди, че няма никакви. Сестрите са учудени и не ѝ вярват. Те знаят, че Анджелика е от седем години в манастира и има слухове, че е принцеса, изпратена тук заради някакво прегрешение.
Завръщане след събиране на дарения (Il ritorno dalla cerca). Идват две сестри с малко магаре, натоварено със събраните дарения. Те съобщават, че край портата на манастира е спряла красива каляска. Звукът на камбаната оповестява, че има посетител. Игуменката вика Анджелика, дошла е нейната леля.
Лелята принцеса (La zia principessa). Лелята е възрастна принцеса. Анджелика развълнувано я посреща, целува ръката ѝ и иска прошка. Лелята иска Анджелика да се откаже в полза на сестра си от своя дял в оставеното от отдавна починалите родители наследство. Анджелика се съгласява, парите не я интересуват. Интересува я съдбата на нейното извънбрачно дете, чието раждане е причината семейството ѝ да я изпрати в манастир. Тя пита принцесата за сина си и лелята съобщава, че детето е починало преди две години. Ужасената Анджелика губи съзнание. За кратко лелята е готова да прояви съчувствие, но се отказва и мълчаливо излиза.
Благодат (La grazia). Вече е нощ, Анджелика е сама в градината. Тя бере билки, за да приготви от тях отровна отвара. Изпива я, но после осъзнава, че самоубийството е грях и тя може би никога няма да види сина си на небето. Моли се за прошка.
Чудото (Il miracolo). На Анджелика ѝ се привижда, че в отговор на нейните молитви се появява Дева Мария. Богородицата води за ръка малко русо момченце. Детето идва при майка си и нежно я целува. Сестра Анджелика умира щастлива, звучи хор на ангели.

## Музика
Израснал в средата на катедралната музика на своя роден град Лука, Пучини се връща към корените си в „Сестра Анджелика“. Нейната музика се различава от всички други негови опери. Тя се характеризира със спокойното камерно звучене, участват само женски гласове, във финалния хор на ангели към тях се присъединяват гласовете на момчета. Оркестърът е голям, зад сцената има допълнителни инструменти, но tutti (свирят всички инструменти) се използва рядко. Особеният колорит на операта създават молитвите, изпълнени и на латински език. Атмосферата на манастирската среда се предава чрез използването на орган, камбанен звън и елементите на старинна полифония, напомнящи за средновековната музика.
Партитурата на операта е разделена чрез паузи на части в съответствие с главите на либретото. Арията на Анджелика „Senza mamma“ е една от най-хубавите в творчеството на Пучини. След нея в оригинала на Пучини следва Aria dei fiori („Ария на цветята“), но по негово време певиците обикновено са отказвали да я изпълняват.

### Оркестрация
Оркестърът е със следните инструменти:
- Дървени духови – пиколо, две флейти, два обоя, английски рог, два кларинета, баскларинет, два фагота
- Медни духови – четири валдхорни, три тромпета, три тромбона, бастромбон
- Ударни – тимпани, голям барабан, чинели, триангел, глокеншпил
- Челест
- арфа
- Лъкови струнни иструменти
- На сцената – бронзови камбанки
- Зад сцената – пиколо, три тромпета, камбани с тоналности c', d', e', f', g', a', чинели, дървени плочки, две пиана, орган